# Radosław Becalik
Radosław Becalik (ur. 2 lutego 1976) – polski piłkarz występujący na pozycji pomocnika.
Jest wychowankiem Pogoni Zduńska Wola, której barwy reprezentował do 2003 roku. Wtedy trafił do Widzewa Łódź, w którym spędził cały sezon 2003/04 oraz jesień sezonu 2004/05. Zimą Becalik rozwiązał kontrakt z klubem i drugą część rozgrywek spędził jako zawodnik Świtu Nowy Dwór Mazowiecki. W 2005 roku opuścił Polskę i przeniósł się do Szwecji, gdzie mieszkał do 2009 roku. W tym czasie był zawodnikiem klubów: Sandvikens IF, Östersunds FK, Bodens BK i Enköpings SK. Wiosną sezonu 2009/10 Becalik powrócił do klubu, w którym się wychował, noszącego wówczas nową nazwę – Pogoń-Ekolog Zduńska Wola. Rozegrał w nim dwa sezony, kilkakrotnie wpisując się na listę strzelców. Następnie przeniósł się do klubu Tur Turek. Grał też w niemieckim amatorskim zespole SG Freiamt/Ottoschwanden.